# Conrad Roset Tenllado
Conrad Roset Tenllado   (Terrassa, 1984) és un il·lustrador català que es va formar a l'Escola Joso i a la Facultat de Belles Arts de la Universitat de Barcelona. La seva influència artística es basa en l'expressionisme d'artistes com Schiele o Gustav Klimt, com també d'alguns artistes modernistes.
Es va inspirar en les dones per a crear Muses, la seva col·lecció més personal. Gràcies a la difusió de les seves il·lustracions per Internet va començar a treballar per la marca de moda Zara. Un any més tard, es va llançar com a freelance i des d'aleshores treballa per a diverses marques internacionals, agències de publicitat i editorials.
Roset ha combinat sempre la seva feina d’il·lustrador amb el desenvolupament de projectes artístics i personals. Els últims cinc anys ha exposat en galeries i museus com el MOCA de Virginia, SpokeArt a San Francisco, London Miles a Londres, TiposInfames a Madrid i també Artevistas i Miscelanea a Barcelona. A més, col·labora com a professor d'il·lustració a l'Escola de Disseny BAU.
Ha debutat en l'àmbit dels videojocs creant les imatges de Gris de Nomada Studio. El projecte ha guanyat un Annie a la millor animació d'un videojoc, un dels premis més prestigiosos de la indústria.
El 30 de maig de 2024, va rebre el Premi Nacional de Cultura atorgat pel Consell Nacional de la Cultura i de les Arts, "per la seva habilitat a portar el seu talent com a il·lustrador al món digital" amb la creació d'aquest videojoc, que "és considerat una peça artística per l'equilibri entre estètica i interactivitat i dona visibilitat internacional a la indústria del videojoc del país".

## Obra
- Roset, Conrad. Muses.  Norma Editorial, 2019, p. 164. ISBN 9788467939804.
- Roset, Conrad. Gris. Artbook.  Norma Editorial, 2019, p. 176. ISBN 978-84-679-4027-5.